# ميلتون بارسونز
ميلتون بارسونز (بالإنجليزية: Milton Parsons) هو ممثل أمريكي، ولد في 19 مايو 1904 في الولايات المتحدة، وتوفي بنفس المكان في 15 مايو 1980.

## أعمال

### أفلام
- (1939) عندما يأتي الغد
- (1941) دكتور جيكل ومستر هايد

## وصلات خارجية
- ميلتون بارسونز على موقع IMDb (الإنجليزية)
- ميلتون بارسونز على موقع ألو سيني (الفرنسية)
- ميلتون بارسونز على موقع أول موفي (الإنجليزية)
- ميلتون بارسونز على موقع قاعدة بيانات برودواي على الإنترنت (الإنجليزية)
- ميلتون بارسونز على موقع قاعدة بيانات الأفلام السويدية (السويدية)
- ميلتون بارسونز على موقع قاعدة بيانات الفيلم (الإنجليزية)
- ميلتون بارسونز على موقع كينوبويسك (الروسية)